# منجم الجلاميد للفوسفات
منجم الجلاميد للفوسفات هو منجم مكشوف للفوسفات، يضم مصنع استخلاص لمركزات الفوسفات التي يتم نقلها بالسكك الحديدية إلى رأس الخير لمعالجتها إلى أسمدة الأمونيوم الفوسفاتية.

## شركة معادن للفوسفات
تعمل شركة معادن للفوسفات، وهي استثمار تقدّر قيمته 5.5 مليار دولار (21 مليار ريال سعودي) ممثلة في مشروع مشترك بين معادن بنسبة ( 70% ) والشركة السعودية للصناعات الأساسية "سابك" بنسبة ( 30% ) وتبلغ طاقته الإنتاجية الكلية 3 ملايين طن من فوسفات الامونيوم في السنة، تسوق معادن عالميا ما نسبته 70% من انتاجها؛ في موقعين رئيسيَين: موقع الجلاميد شماليّ السعودية، حيث يقع منجم الفوسفات ومصنع لرفع نسبة تركيز الخام، وموقع رأس الخير في المنطقة الشرقية، الذي يحتوي على مصنع متكامل لإنتاج الأسمدة والكيماويّات، وقامت شركة معادن للفوسفات بالاستثمار في موقع منجم الجلاميد من حيث البنية التحتية وذلك من خلال إنشاء محطة للطاقة الكهربائية، ومرافق لإنتاج ومعالجة المياه الصالحة للشرب، وشبكة اتصالات، إضافةً إلى شبكة مواصلات لتسهيل عمليات الاستكشاف والإنتاج.
يتمّ نقل مركّزات الفوسفات من الجلاميد بواسطة خط سكة حديدية عبر القطارات إلى رأس الخير لتصنيع الأسمدة الفوسفاتية وذلك خلال عدد من المنشآت التي تضمّ مصنع حمض الفوسفوريك، ومصنع حمض الكبريتيك، ومصنع الأمونيا، ومصنع ثنائي أمونيوم الفوسفات، ومحطة لتحلية المياه.